# Половинно-Овражские
 Половинно-Овражское  — деревня в Яранском районе Кировской области в составе Кугушергского сельского поселения.

## География
Расположена на расстоянии примерно 28 км по прямой на юго-запад от города Яранск.

## История
Известна с 1802 года как починок Половинновражской с 1 двором, в 1873 году здесь дворов 7 и жителей 75 (имелась почтовая станция), в 1905 (Половинно-Оврагский  или Половинно) 29 и 197, в 1926 (деревня Половинно-Овражский) 44 и 217, в 1950 52 и 141, в 1989 13 жителей. Настоящее название утвердилось с 1978 года.

## Население
Постоянное население составляло 3 человека (русские 100%) в 2002 году, 3 в 2010.